# Lee Woon-Jae
Lee Woon-Jae (hangul: 이운재), född 26 april 1973 in Cheongju i Sydkorea, är en sydkoreansk före detta fotbollsspelare som avslutade sin karriär för Chunnam Dragons. Han är 182 cm lång och väger 82 kg. Han har deltagit i alla VM-slutspel sedan 1994. 

## Karriär

### Suwon Samsung Bluewings F.C
Lee gjorde sin debut I K-League för Suwon 1996 efter att ha värvats från Kyunghee University. Efter att ha spelat ett par säsonger lämnade han klubben tillfälligt för att göra sin militärtjänst under två år. Under denna period fortsatte han att spela för Sangmu som är militärens lag i Sydkorea. Lee återvände till Suwon 2002 och har sedan dess varit klubben trogen.

### Landslagskarriär
Lee har spelat i Sydkoreas fotbollslandslag sedan Olympiska sommarspelen 1992 i Barcelona. Han var Sydkoreas förstemålvakt under världsmästerskapet i fotboll 2006 i Tyskland. Under asiatiska mästerskapet i fotboll 2007 var han kapten för det Sydkoreanska landslaget istället för skadade Kim Nam-Il.
Lee har gjort sig känd som en straffräddare i internationella sammanhang. Under världsmästerskapet i fotboll 2002 gick han till historien efter kvartsfinalen mellan Spanien och Sydkorea, en match som var oavgjord efter ordinarie tid och gick till straffar. Efter att båda lagen gjort mål på sina tre första straffar och Korea gjort mål på sin fjärde straff, räddade Lee Spaniens fjärde straff som slogs av Joaquín. Korea gjorde mål även på sin femte straff och gick vidare till semifinal mot Tyskland. Lee räddade också tre straffar i straffspaksläggningar under asiatiska mästerskapet i fotboll 2007, två mot Iran och en mot Japan (Sydkorea vann båda matcherna och slutade trea). Sydkorea mötte även Irak på straffar under det asiatiska mästerskapet 2007 i semifinal. Lee gjorde en tabbe då han nästan räddade en straff, men det var ändå Noor Sabri som slutade som hjälte då Irak vann matchen med 4-3 efter straffsparksläggningen. 
Lee är en av två spelare (den andra är Rigobert Song från Kamerun) som är uttagna att spela i VM 2010 och som kommer att göra sin femte turnering sedan debuten i VM 1994. Han är redan en av sju spelare från Asien som deltagit i 4 olika VM-turneringar.

## Privatliv
Lee är djupt troende kristen.

## Meriter
- Mest värdefulla spelare i K. League: 2008

 Sydkorea
- Fjärdeplats i VM: 2002